# Campeonato Europeo de Gimnasia Artística de 1969
El VIII Campeonato Europeo de Gimnasia Artística se celebró en dos sedes distintas: el concurso masculino en Varsovia (Polonia) y el concurso femenino en Landskrona (Suecia) en el año 1969. El evento fue organizado por la Unión Europea de Gimnasia (UEG).

## Resultados

### Masculino
| Evento                 | Oro                                                             | Plata                                                          | Bronce                         |
| ---------------------- | --------------------------------------------------------------- | -------------------------------------------------------------- | ------------------------------ |
| Concurso completo ind. | Mijail Voronin Unión Soviética                                  | Viktor Klimenko Unión Soviética                                | Mikołaj Kubica · Polonia ·     |
| Suelo                  | Raicho Jristov Bulgaria                                         | Viktor Lisitski Unión Soviética                                | Sylwester Kubica · Polonia ·   |
| Caballo con arcos      | Miroslav Cerar · Yugoslavia · Wilhelm Kubica · Polonia ·        |                                                                | Mijail Voronin Unión Soviética |
| Anillas                | Mijail Voronin Unión Soviética                                  | Viktor Klimenko · Unión Soviética · Mikołaj Kubica · Polonia · |                                |
| Salto de potro         | Viktor Klimenko Unión Soviética                                 | Mijail Voronin · Unión Soviética · Mikołaj Kubica · Polonia ·  |                                |
| Paralelas              | Mijail Voronin Unión Soviética                                  | Viktor Klimenko Unión Soviética Miroslav Cerar Yugoslavia      |                                |
| Barra fija             | Viktor Klimenko Unión Soviética Viktor Lisitski Unión Soviética |                                                                | Miroslav Cerar Yugoslavia      |

### Femenino
| Evento                 | Oro                                      | Plata                                       | Bronce                                                                           |
| ---------------------- | ---------------------------------------- | ------------------------------------------- | -------------------------------------------------------------------------------- |
| Concurso completo ind. | Karin Janz República Democrática Alemana | Olga Karasiova Unión Soviética              | Liudmila Turishcheva Unión Soviética Erika Zuchold República Democrática Alemana |
| Salto de potro         | Karin Janz República Democrática Alemana | Erika Zuchold República Democrática Alemana | Olga Karasiova Unión Soviética                                                   |
| Barras asimétricas     | Karin Janz República Democrática Alemana | Olga Karasiova Unión Soviética              | Liudmila Turishcheva Unión Soviética                                             |
| Barra                  | Karin Janz República Democrática Alemana | Olga Karasiova Unión Soviética              | Jindra Košťálová Checoslovaquia                                                  |
| Suelo                  | Olga Karasiova Unión Soviética           | Karin Janz República Democrática Alemana    | Jindra Košťálová Checoslovaquia Liudmila Turishcheva Unión Soviética             |

## Medallero
| Núm. | País           | Oro | Plata | Bronce | Total |
| ---- | -------------- | --- | ----- | ------ | ----- |
| 1    | URSS           | 7   | 8     | 5      | 20    |
| 2    | RDA            | 4   | 2     | 1      | 7     |
| 3    | Polonia        | 1   | 2     | 2      | 5     |
| 4    | Yugoslavia     | 1   | 1     | 1      | 3     |
| 5    | Bulgaria       | 1   | 0     | 0      | 1     |
| 6    | Checoslovaquia | 0   | 0     | 2      | 2     |
|      | TOTAL          | 14  | 13    | 11     | 38    |